# Per Elam
Per Gunnar Elam, född 16 januari 1932 i Karlstad, död 22 november 2019 i Göteborg, var en svensk skådespelare. Han debuterade på film 1955 och medverkade senare både i TV-serier och på teaterscenen. Per Elam var en känd uttolkare av Gustaf Fröding och gjorde ett halvdussin gästspel i USA med Fröding i bagaget. Han deltog åren 2005–2010 i den populära TV-serien Saltön.

## Biografi

### Bakgrund, film och TV
Per Elam syntes från 1955 i roller för film och TV; debutåret spelade han i dramafilmerna Våld och Stampen. Senare verkade Elam i både drama- och komedisammanhang. Bland de senare kan nämnas 1964 års Åsa-Nisse i popform och Albert & Herbert från 1977.
Per Elam har under karriären medverkat i ett stort antal svenska TV-serieproduktioner, i större eller mindre roller. I Träpatronerna från 1984 spelade han disponent Åhlenius, och i serien om Polisen i Strömstad spelade han Lagoma Karlsson.

### Teater och Fröding
Elam har även varit aktiv på teaterscenen, med engagemang på ett antal olika teatrar i Stockholm och Göteborg. År 1976 hade han talrollen som Rickard Furumo i Lars Johan Werles opera Tintomara. Han syntes i rollen både i uppsättningen i Göteborg och gästspel i London, liksom i TV-versionen av pjäsen (TV-sänd 1977).
Per Elam gjorde sig känd som uttolkare av Gustaf Fröding. Föreställningen Å i åa ä e ö sattes upp på Göteborgs stadsteater 1981–1982  och sändes därefter på TV (i Värmland) och på radio.
Elam började turnera med Å i åa ä e ö-föreställningen efter att han 1987 fick Gustaf Fröding-sällskapets stipendium. Med föreställningen besökte han samma år USA, och redan året efter återkom han dit i samband med New Sweden-firandet. Därefter har han vid minst tre ytterligare tillfällen presenterat Fröding i USA. År 1992 fick han för sitt Frödingrelaterade arbete motta Frödingmedaljen.

### Senare år och familj
Elam var aktiv som skådespelare upp i hög ålder. Åren 2005–2010 spelade han rollen som frisören i Saltön. I februari 2015 presenterade han Frödingtolkningar i Göteborg.
Per Elam flyttade 1956 från Stockholm till Göteborg, där hans far var född och uppvuxen. Från 2011 och fram till sin död var han åter bosatt i Göteborg. Per Elam var farbror till journalisten och litteraturvetaren Ingrid Elam. Han är begravd på Örgryte nya kyrkogård.

## Filmografi[1]
- 1955 – Våld
- 1955 – Stampen
- 1964 – Åsa-Nisse i popform
- 1965 – För tapperhet i tält
- 1972 – Dela lika (TV-serie)
- 1973 – Hem till byn (TV-serie)
- 1975 – Gyllene år (TV-serie)
- 1976 – De lyckligt lottade (TV-serie)
- 1977 – Bröderna (TV-serie)
- 1977 – Albert & Herbert (TV-serie)
- 1978 – Skyll inte på mig (TV-serie)
- 1979 – Charlotte Löwensköld (som "Göran Löwensköld"[13])
- 1981 – Charlotte Löwensköld och Anna Svärd (TV-serie, utökad till 5x60 minuter)
- 1982 – Polisen som vägrade svara (TV-serie)
- 1984 – Träpatronerna (TV-serie)
- 1984 – Polisen som vägrade ge upp (TV-serie)
- 1986 – Gösta Berlings saga (TV-serie)
- 1989 – Glenn och Gloria
- 1991 – Villfarelser
- 1994 – År av drömmar (TV-serie)
- 1996 – Polisen och pyromanen (TV-serie)
- 2005–2010 – Saltön (TV-serie)

## Teater

### Roller (ej komplett)
| År   | Roll                 | Produktion                                                        | Regi                                       | Teater                   |
| ---- | -------------------- | ----------------------------------------------------------------- | ------------------------------------------ | ------------------------ |
| 1952 | Richard West         | South Pacific Richard Rodgers, Oscar Hammerstein och Joshua Logan | Sven Aage Larsen                           | Oscarsteatern            |
| 1953 | Godinski             | Sista valsen Oscar Straus, Julius Brammer och Alfred Grünwald     | Einar Beyron                               | Oscarsteatern            |
| 1961 | Tim                  | Ung och grön Dorothy Reynolds och Julian Slade                    | Frank Sundström Jan Hemmel                 | Helsingborgs stadsteater |
| 1961 | Freddy Eynsford-Hill | My Fair Lady Frederick Loewe och Alan Jay Lerner                  | Lauritz Falk Carl-Gustaf Kruuse af Verchou | Lorensbergs Cirkus       |
| 1980 | Stepan Stepanovitj   | Fullmakten Nikolaj Erdman                                         | Ernst Günther                              | Göteborgs stadsteater    |

## Utmärkelser
- Frödingmedaljen – 1992[10]

## Källhänvisningar
1. 1 2  "Per Elam". SFDb. Läst 21 januari 2015.
2. 1 2  "Per Elam – Beskrivninhg". SFDb. Läst 21 januari 2015.
3. ↑  https://www.familjesidan.se/cases/per-elam/funeral-notices
4. ↑  ”Per Elam”. Svensk Filmdatabas. http://www.sfi.se/sv/svensk-filmdatabas/Item/?type=PERSON&itemid=66827&ref=%2ftemplates%2fSwedishFilmSearchResult.aspx%3fid%3d1225%26epslanguage%3dsv%26searchword%3dper+elam%26type%3dPerson%26match%3dBegin%26page%3d1%26prom%3dFalse. Läst 21 januari 2015.
5. ↑  "Tintomara, 1976 :: föreställning". Arkiverad 8 januari 2014 hämtat från the Wayback Machine. Carlotta, Göteborgs stadsmuseum. Läst 21 januari 2015.
6. ↑  "Tintomara : opera i två akter / av Lars Johan Werle". Smdb.kb.se. Läst 21 januari 2015.
7. ↑  Nilsson, Elisabeth (2010-08-03): "Ny skiva med Frödingdikter". Arkiverad 28 september 2022 hämtat från the Wayback Machine. VF.se. Läst 21 januari 2015.
8. ↑  "Å i åa ä e ö : ett program om och av Gustaf Fröding / Per Elam, Gustaf Fröding". Smdb.kb.se. Läst 21 januari 2015.
9. ↑  Artsman, Margareta (2008-01-03): "Fröding marknadsförs i USA". Svd.se. Läst 21 januari 2015.
10. 1 2  "Frödingmedaljen". Frodingsallskapet.se. Läst 21 januari 2015.
11. ↑  "Elam, Per :: person". Arkiverad 6 december 2014 hämtat från the Wayback Machine. Carlotta, Göteborgs stadsmuseum, 2012-02-16. Läst 21 januari 2015.
12. ↑  ”Elam, Per Gunnar”. SvenskaGravar.se. https://www.svenskagravar.se/gravsatt/4624c9ef-eeb0-442d-a1c2-2f5672714613. Läst 30 november 2024.
13. ↑  "Charlotte Löwensköld och Anna Svärd". oppetarkivse. Läst 21 mars 2015.
14. ↑  ”South Pacific”. Musikverket. http://calmview.musikverk.se/CalmView/Record.aspx?src=CalmView.Performance&id=PERF25008&pos=141. Läst 11 juni 2015.
15. ↑  ”Sista valsen”. Musikverket. http://calmview.musikverk.se/CalmView/Record.aspx?src=CalmView.Performance&id=PERF25009&pos=135. Läst 11 juni 2015.
16. ↑  Barbro Hähnel (6 maj 1961). ”'Ung och grön' i Hälsingborg”. Dagens Nyheter:  s. 18. https://arkivet.dn.se/tidning/1961-05-06/121/18. Läst 27 maj 2018.
17. ↑  Folke Hähnel (23 september 1961). ”En skönt sjungande Higgins på Göteborgs ombyggda Cirkus”. Dagens Nyheter:  s. 14. http://arkivet.dn.se/arkivet/tidning/1961-09-23/258/14. Läst 10 juli 2016.
18. ↑  ”Fullmakten, 1980”. Göteborgs stadsmuseum. Arkiverad från originalet den 12 april 2016. https://web.archive.org/web/20160412112117/http://62.88.129.39/carlotta/web/object/823775. Läst 31 mars 2016.